# Theodore James Wilson
Theodore James Wilson (Calgary, 11 juli 1980) is een Canadees professioneel worstelaar die werkzaam is bij WWE als Tyson Kidd.

## Persoonlijk leven
Wilson ging met Teddy Hart naar school en werd daar bevriend met Harry Smith. Wilson was op 10-jarige leeftijd goed bevriend met de rest van de Hart-familie. Sinds november 2001 heeft Wilson een relatie met Nattie Neidhart en trouwden in juni 2013.

## In het worstelen
- Finishers
  - Diving somersault leg drop
  - Rolling Stampede

- Signature moves
  - Springboard diving elbow drop
  - The Code Blue
  - Ankle lock
  - Inverted atomic drop
  - Inverted cloverleaf
  - Modified spinning heel kick
  - Sharpshooter
  - Snapmare
  - Swinging fisherman suplex
  - Tornado DDT

- Manager
  - Natalya

## Prestaties
- AWA Pinnacle Wrestling
  - AWA Pinnacle Heavyweight Championship (1 keer)

- Florida Championship Wrestling
  - FCW Florida Tag Team Championship (1 keer met DH Smith)
  - FCW Southern Heavyweight Championship (1 keer)

- Great Canadian Wrestling
  - GCW Canadian National Heavyweight Championship (1 keer)

- Prairie Wrestling Alliance
  - PWA Tag Team Championship (1 keer met Harry Smith)
  - PWA Heavyweight Championship (2 keer)

- Stampede Wrestling
  - Stampede British Commonwealth Mid-Heavyweight Championship (1 keer)
  - Stampede International Tag Team Championship (2 keer; 1x met Bruce Hart en 1x met Juggernaut)
  - Stampede North American Heavyweight Championship (2 keer)

- World Wrestling Entertainment
  - WWE World Tag Team Championship (1 keer met DH Smith)
  - WWE Tag Team Championship (1 keer met DH Smith) (1 keer met cesaro)